# Mallala
Mallala är en ort i Australien. Den ligger i kommunen Adelaide Plains Council och delstaten South Australia, omkring 55 kilometer norr om delstatshuvudstaden Adelaide.
Runt Mallala är det glesbefolkat, med 8 invånare per kvadratkilometer.. Närmaste större samhälle är Lewiston, omkring 20 kilometer söder om Mallala.
Trakten runt Mallala består till största delen av jordbruksmark. Genomsnittlig årsnederbörd är 517 millimeter. Den regnigaste månaden är maj, med i genomsnitt 77 mm nederbörd, och den torraste är december, med 10 mm nederbörd.